# Mihaela Buzărnescu
Mihaela Buzărnescu (n. 4 mai 1988, București, România) este o jucătoare de tenis profesionistă din România. Poziția cea mai bună în clasamentul WTA este locul 20 mondial la simplu, la 6 august 2018 și locul 24 mondial la dublu la 22 octombrie 2018.
Mihaela a câștigat primul titlu WTA la San Jose 2018. În finală a învins-o în minimum de seturi pe grecoaica Maria Sakkari, 6-1 / 6-0.
A obținut titlul de doctor în știința sportului la Universitatea Națională de Educație Fizică și Sport.

## Finale WTA

### Individual: 3 (1–2)
| Legendă                     |
| --------------------------- |
| Turnee $100,000             |
| Turnee $75,000/$80,000      |
| $50,000/$60,000 tournaments |
| $25,000 tournaments         |
| $15,000 tournaments         |
| $10,000 tournaments         |

| Finale după suprafață |
| --------------------- |
| Hard (1–1)            |
| Iarbă (0–0)           |
| Zgură (0–1)           |

| Rezultat     | No. | Data     | Turneu                          | Suprafață | Adversar      | Scor          |
| ------------ | --- | -------- | ------------------------------- | --------- | ------------- | ------------- |
| Finalistă    | 2   | Ian 2018 | Hobart International, Australia | Hard      | Elise Mertens | 1–6, 6–4, 3–6 |
| Finalistă    | 2   | Mai 2018 | Prague Open, Cehia              | Zgură     | Petra Kvitová | 6–4, 2–6, 3–6 |
| Câștigătoare | 1   | Iul 2018 | Silicon Valley Classic, SUA     | Hard      | Maria Sakkari | 6–1, 6–0      |

### Dublu: 4 (1—3)
| Legendă                     |
| --------------------------- |
| Turnee $100,000             |
| Turnee $75,000/$80,000      |
| $50,000/$60,000 tournaments |
| $25,000 tournaments         |
| $15,000 tournaments         |
| $10,000 tournaments         |

| Finale după suprafață |
| --------------------- |
| Hard (0–0)            |
| Zgură (1–1)           |
| Iarbă (0–2)           |
| Carpet (0–0)          |

| Rezultat     | No. | Data       | Turneu                                 | Suprafață | Partner            | Adversar                            | Scor          |
| ------------ | --- | ---------- | -------------------------------------- | --------- | ------------------ | ----------------------------------- | ------------- |
| Finalistă    | 2   | Mai 2018   | Prague Open, Cehia                     | Zgură     | Lidziya Marozava   | Nicole Melichar Květa Peschke       | 4–6, 2–6      |
| Câștigătoare | 1   | Mai 2018   | Internationaux de Strasbourg, Franța   | Zgură     | Raluca Olaru       | Nadiia Kichenok Anastasia Rodionova | 7–5, 7–5      |
| Finalistă    | 2   | Iunie 2018 | Nottingham Open, Regatul Unit          | Iarbă     | Heather Watson     | Alicja Rosolska Abigail Spears      | 3–6, 6–7(5–7) |
| Finalistă    | 2   | Iunie 2018 | Eastbourne International, Regatul Unit | Iarbă     | Irina-Camelia Begu | Gabriela Dabrowski Xu Yifan         | 3–6, 5–7      |

## Finale ITF (56–23)

### Individual (23–7)
| Legendă                     |
| --------------------------- |
| Turnee $100,000             |
| Turnee $75,000/$80,000      |
| $50,000/$60,000 tournaments |
| $25,000 tournaments         |
| $15,000 tournaments         |
| $10,000 tournaments         |

| Finale după suprafață |
| --------------------- |
| Hard (7–4)            |
| Zgură (14–1)          |
| Iarbă (0–0)           |
| Carpet (1–1)          |

| Rezultat     | No. | Data               | Turneu                       | Suprafață  | Adversar              | Scor               |
| ------------ | --- | ------------------ | ---------------------------- | ---------- | --------------------- | ------------------ |
| Câștigătoare | 1.  | 13 iunie 2004      | Pitești, România             | Zgură      | Liana Balaci          | 6–3, 7–6(7–4)      |
| Câștigătoare | 2.  | 20 iunie 2004      | Brașov, România              | Zgură      | Andrea Benítez        | 6–3, 7–5           |
| Câștigătoare | 3.  | 28 mai 2006        | La Palma, Spania             | Hard       | Nadja Pavić           | 6–3, 6–7(4–7), 6–3 |
| Finalistă    | 1.  | 13 mai 2007        | Rabat, Maroc                 | Zgură      | Yuliya Kalabina       | 1–6, 1–6           |
| Câștigătoare | 4.  | 8 iunie 2008       | Pitești, România             | Zgură      | Pálma Király          | 6–0, 6–3           |
| Câștigătoare | 5.  | 22 iunie 2008      | București, România           | Zgură      | Federica Di Sarra     | 6–2, 6–2           |
| Finalistă    | 2.  | 28 martie 2010     | Antalya, Turcia              | Zgură      | Valentyna Ivakhnenko  | 3–6, 0–6           |
| Câștigătoare | 6.  | 15 august 2010     | Onești, România              | Zgură      | Ionela-Andreea Iova   | 6–0, 6–1           |
| Finalistă    | 3.  | 22 august 2010     | București, România           | Zgură      | Ingrid-Alexandra Radu | 5–7, 6–1, 3–6      |
| Câștigătoare | 7.  | 29 august 2010     | Balș, România                | Zgură      | Alexandra Cadanțu     | 6–3, 6–2           |
| Finalistă    | 4.  | 11 decembrie 2010  | Dubai, Emiratele Arabe Unite | Hard       | Marta Sirotkina       | 0–6, 0–6           |
| Câștigătoare | 8.  | 21 mai 2011        | İzmir, Turcia                | Hard       | Naomi Broady          | 7–5, 6–4           |
| Câștigătoare | 9.  | 10 iulie 2011      | Craiova, România             | Zgură      | Annalisa Bona         | 6–2, 3–6, 6–4      |
| Câștigătoare | 10. | 17 iulie 2011      | Zwevegem, Belgia             | Zgură      | Bibiane Schoofs       | 3–6, 6–2, 6–4      |
| Câștigătoare | 11. | 13 septembrie 2014 | București, România           | Zgură      | Simona Ionescu        | 6–3, 2–6, 6–1      |
| Câștigătoare | 12. | 30 martie 2015     | Port El Kantaoui, Tunisia    | Hard       | Lou Brouleau          | 6–0, 6–1           |
| Câștigătoare | 13. | 6 aprilie 2015     | Port El Kantaoui, Tunisia    | Hard       | Natalija Sipek        | 6–1, 6–0           |
| Câștigătoare | 14. | 16 august 2015     | Westende, Belgia             | Hard       | Océane Dodin          | 6−1, 6–1           |
| Finalistă    | 5.  | 22 noiembrie 2015  | Zawada, Polonia              | Carpet (i) | Ivana Jorović         | 2–6, 2–6           |
| Câștigătoare | 15. | 12 decembrie 2015  | Cairo, Egipt                 | Zgură      | Valentyna Ivakhnenko  | 6–0, 6–3           |
| Câștigătoare | 16. | 18 iunie 2017      | Hódmezővásárhely, Ungaria    | Zgură      | Danka Kovinić         | 6–2, 6–1           |
| Câștigătoare | 17. | 24 iunie 2017      | İzmir, Turcia                | Hard       | Eri Hozumi            | 6–1, 6–0           |
| Câștigătoare | 18. | 9 iulie 2017       | Getxo, Spania                | Zgură      | Renata Zarazúa        | 6–2, 6–2           |
| Câștigătoare | 19. | 16 iulie 2017      | Versmold, Germania           | Zgură      | Barbara Haas          | 6–0, 6–2           |
| Finalistă    | 6.  | 5 august 2017      | Woking, Regatul Unit         | Hard       | Jasmine Paolini       | 4–6, 6–1, 4–6      |
| Câștigătoare | 20. | 17 septembrie 2017 | Biarritz, Franța             | Zgură      | Patty Schnyder        | 6–4, 6–3           |
| Câștigătoare | 21. | 29 octombrie 2017  | Poitiers, Franța             | Hard (i)   | Alison Van Uytvanck   | 6–4, 6–2           |
| Finalistă    | 7.  | 11 noiembrie 2017  | Tokyo, Japonia               | Hard       | Zhang Shuai           | 4–6, 0–6           |
| Câștigătoare | 22. | 19 noiembrie 2017  | Toyota, Japonia              | Carpet (i) | Tamara Zidanšek       | 6–0, 6–1           |

### Dublu (34–22)
| Legend                      |
| --------------------------- |
| Turnee $100,000             |
| $75,000/$80,000 tournaments |
| $50,000/$60,000 tournaments |
| $25,000 tournaments         |
| $15,000 tournaments         |
| $10,000 tournaments         |

| Finale după suprafață |
| --------------------- |
| Hard (7–7)            |
| Zgură (26–14)         |
| Iarbă (0–0)           |
| Covor (1–0)           |

| Rezultat     | No. | Data               | Turneu                       | Suprafață  | Partener              | Adversare                                     | Scor                  |
| ------------ | --- | ------------------ | ---------------------------- | ---------- | --------------------- | --------------------------------------------- | --------------------- |
| Câștigătoare | 1.  | 6 iunie 2004       | Constanța, România           | Zgură      | Gabriela Niculescu    | Bianca Bonifate Diana Gae                     | 6–4, 6–3              |
| Câștigătoare | 2.  | 13 iunie 2004      | Pitești, România             | Zgură      | Gabriela Niculescu    | Andrea Benítez Estefania Craciún              | 6–4, 6–4              |
| Finalistă    | 1.  | 9 aprilie 2005     | Mumbai, India                | Hard       | Sanaa Bhambri         | Chan Chin-wei Julia Efremova                  | 2–6, 1–6              |
| Finalistă    | 2.  | 7 iulie 2006       | Båstad, Suedia               | Zgură      | Magda Mihalache       | Erica Krauth Aurélie Védy                     | 6–2, 4–6, 4–6         |
| Finalistă    | 3.  | 25 august 2006     | Moscova, Rusia               | Zgură      | Evgeniya Rodina       | Maria Kondratieva Ekaterina Makarova          | 6–4, 4–6, 1–6         |
| Finalistă    | 4.  | 13 aprilie 2007    | Split, Croația               | Zgură      | Antonia Xenia Tout    | Olga Brózda Natalia Kołat                     | 2–6, 1–6              |
| Câștigătoare | 3.  | 20 aprilie 2007    | Hvar, Croația                | Zgură      | Magdalena Kiszczyńska | Émilie Bacquet Karolina Jovanović             | 6–4, 6–2              |
| Finalistă    | 5.  | 27 aprilie 2007    | Bol, Croația                 | Zgură      | Nadja Roma            | Iveta Gerlová Lucie Kriegsmannová             | 3–6, 5–7              |
| Câștigătoare | 4.  | 11 mai 2007        | Rabat, Maroc                 | Zgură      | Melanie Klaffner      | Silvia Disderi Samia Medjahdi                 | 6–1, 6–4              |
| Finalistă    | 6.  | 3 august 2007      | București, România           | Zgură      | Monica Niculescu      | Sorana Cîrstea Ágnes Szatmári                 | W/O                   |
| Finalistă    | 7.  | 18 august 2007     | Penza, Rusia                 | Zgură      | Veronika Kapshay      | Sophie Lefèvre Ágnes Szatmári                 | 1–6, 2–6              |
| Câștigătoare | 5.  | 12 septembrie 2007 | Sofia, Bulgaria              | Zgură      | Magdalena Kiszczyńska | Joana Cortez Teliana Pereira                  | 6–4, 6–7(2–7), [10–4] |
| Câștigătoare | 6.  | 30 septembrie 2007 | Batumi, Georgia              | Hard       | Vojislava Lukić       | Vasilisa Davydova Marina Shamayko             | 6–2, 6–4              |
| Câștigătoare | 7.  | 8 iunie 2008       | Pitești, România             | Zgură      | Laura-Ioana Andrei    | Simona Matei Valentina Sulpizio               | 7–5, 3–6, [10–2]      |
| Câștigătoare | 8.  | 22 iunie 2008      | București, România           | Zgură      | Laura-Ioana Andrei    | Benedetta Davato Valentina Sulpizio           | 6–4, 4–6, [10–6]      |
| Finalistă    | 8.  | 5 iulie 2008       | Toruń, Polonia               | Zgură      | Anastasia Pivovarova  | Olga Brózda Magdalena Kiszczyńska             | 6–4, 4–6, [2–10]      |
| Câștigătoare | 9.  | 25 iulie 2008      | Kharkiv, Ucraina             | Zgură      | Oksana Kalashnikova   | Kristina Antoniychuk Lesia Tsurenko           | 6–1, 6–4              |
| Câștigătoare | 10. | 12 iunie 2009      | București, România           | Zgură      | Elora Dabija          | Laura-Ioana Andrei Ioana Gaspar               | 1–6, 7–5, [10–5]      |
| Câștigătoare | 11. | 10 octombrie 2009  | Belek, Turcia                | Zgură      | Kateřina Vaňková      | Magali de Lattre Fatima El Allami             | 6–1, 6–1              |
| Câștigătoare | 12. | 15 noiembrie 2009  | Le Havre, Franța             | Zgură      | Marina Melnikova      | Amandine Hesse Alizé Lim                      | 6–2, 7–6(7–4)         |
| Câștigătoare | 13. | 22 noiembrie 2009  | Cairo, Egipt                 | Zgură      | Laura Thorpe          | Fatma Al-Nabhani Galina Fokina                | 6–4, 6–0              |
| Finalistă    | 9.  | 28 martie 2010     | Antalya, Turcia              | Zgură      | Alenka Hubacek        | Yuliya Beygelzimer Anna Gerasimou             | W/O                   |
| Câștigătoare | 14. | 4 aprilie 2010     | Antalya, Turcia              | Zgură      | Dalia Zafirova        | Veronika Chvojková Martina Kubičíková         | 7–6(7–1), 7–5         |
| Câștigătoare | 15. | 30 aprilie 2010    | Vic, Spania                  | Zgură      | Cristina Stancu       | Olga Brózda Barbara Sobaszkiewicz             | 7–5, 3–6, [10–7]      |
| Câștigătoare | 16. | 13 august 2010     | Onești, România              | Zgură      | Laura-Ioana Andrei    | Camelia Hristea Biljana Pavlova               | 7–6(9–7), 6–2         |
| Câștigătoare | 17. | 20 august 2010     | București, România           | Zgură      | Laura-Ioana Andrei    | Diana Enache Camelia Hristea                  | 6–1, 6–3              |
| Câștigătoare | 18. | 18 septembrie 2010 | Podgorica, Muntenegru        | Zgură      | Irina-Camelia Begu    | Valeria Solovieva Maryna Zanevska             | 5–7, 7–5, [12–10]     |
| Finalistă    | 10. | 16 octombrie 2010  | Kharkiv, Ucraina             | Zgură      | Marina Shamayko       | Anna Piven Anastasiya Vasylyeva               | 4–6, 4–6              |
| Câștigătoare | 19. | 7 mai 2011         | Wiesbaden, Germania          | Zgură      | Karolina Wlodarczak   | Dejana Raickovic Ghislaine van Baal           | 6–7(4–7), 6–3, [10–6] |
| Finalistă    | 11. | 21 mai 2011        | İzmir, Turcia                | Hard       | Tereza Mrdeža         | Naomi Broady Lisa Whybourn                    | 6–3, 6–7(4–7), [7–10] |
| Câștigătoare | 20. | 3 iunie 2011       | Florența, Italia             | Zgură      | Zuzana Zlochová       | Nicole Clerico Valentina Sulpizio             | 6–3, 6–4              |
| Finalistă    | 12. | 8 iulie 2011       | Craiova, România             | Zgură      | Elena Bogdan          | Diana Enache Daniëlle Harmsen                 | 6–4, 6–7(5–7), [6–10] |
| Câștigătoare | 21. | 22 iulie 2011      | Samsun, Turcia               | Hard       | Tadeja Majerič        | Çağla Büyükakçay Pemra Özgen                  | 6–1, 6–4              |
| Câștigătoare | 22. | 10 septembrie 2011 | Saransk, Rusia               | Zgură      | Teodora Mirčić        | Eva Hrdinová Veronika Kapshay                 | 6–3, 6–1              |
| Finalistă    | 13. | 16 septembrie 2011 | Zagreb, Croația              | Zgură      | Maria Abramović       | Maria João Koehler Katalin Marosi             | 0–6, 3–6              |
| Câștigătoare | 23. | 1 octombrie 2011   | Telavi, Georgia              | Zgură      | Elena Bogdan          | Ekaterine Gorgodze Anastasia Grymalska        | 1–6, 6–1, [10–3]      |
| Finalistă    | 14. | 19 februarie 2012  | Surprise, Statele Unite      | Hard       | Valeria Solovieva     | Maria Sanchez Yasmin Schnack                  | 4–6, 3–6              |
| Câștigătoare | 24. | 9 iulie 2012       | Zwevegem, Belgia             | Zgură      | Nicola Geuer          | Kim Kilsdonk Nicolette van Uitert             | 7–6(7–5), 1–6, [10–4] |
| Câștigătoare | 25. | 13 septembrie 2012 | Mont-de-Marsan, Franța       | Zgură      | Timea Bacsinszky      | Teliana Pereira Aleksandrina Naydenova        | 6-4, 6-1              |
| Finalistă    | 15. | 30 martie 2015     | Port El Kantaoui, Tunisia    | Hard       | Olena Kyrpot          | Inês Murta Melanie Stokke                     | 1–6, 5–7              |
| Câștigătoare | 26. | 30 martie 2015     | Port El Kantaoui, Tunisia    | Hard       | Olena Kyrpot          | Jennifer Claffey Kathinka von Deichmann       | 6–4, 6–2              |
| Câștigătoare | 27. | 20 aprilie 2015    | Pula, Italia                 | Zgură      | Irina Maria Bara      | Corinna Dentoni Claudia Giovine               | 6-3, 2-6, [10-4]      |
| Câștigătoare | 28. | 26 octombrie 2015  | Saguenay, Canada             | Hard (i)   | Justyna Jegiołka      | Sharon Fichman Maria Sanchez                  | 7–6(8–6), 4–6, [10–7] |
| Câștigătoare | 29. | 16 noiembrie 2015  | Zawada, Polonia              | Carpet (i) | Justyna Jegiołka      | Kim Grajdek Ekaterina Yashina                 | 6–2, 6–3              |
| Finalistă    | 16. | 03 septembrie 2016 | Mamaia, România              | Zgură      | Irina Maria Bara      | Vivien Juhászová Kateřina Kramperová          | 6–7(3–7), 6–2, [7–10] |
| Finalistă    | 17. | 16 septembrie 2016 | Bucha, Ucraina               | Zgură      | Alexandra Perper      | Valentyna Ivakhnenko Anastasiya Komardina     | 3–6, 1–6              |
| Câștigătoare | 30. | 23 octombrie 2016  | Saguenay, Canada             | Hard (i)   | Elena Bogdan          | Bianca Andreescu Charlotte Robillard-Millette | 6–4, 6–7(4–7), [10–6] |
| Câștigătoare | 31. | 29 octombrie 2016  | Tampico, Mexic               | Hard       | Elise Mertens         | Usue Maitane Arconada Katie Swan              | 6–0, 6–2              |
| Finalistă    | 18. | 13 noiembrie 2016  | Waco, Statele Unite          | Hard       | Renata Zarazúa        | Michaëlla Krajicek Taylor Townsend            | Walkover              |
| Câștigătoare | 32. | 13 mai 2017        | Dunakeszi, Ungaria           | Zgură      | Irina Maria Bara      | Daiana Negreanu Oana Georgeta Simion          | 1–6, 6–1, [10–3]      |
| Finalistă    | 19. | 29 iulie 2017      | Praga, Cehia                 | Zgură      | Alona Fomina          | Anastasia Potapova Dayana Yastremska          | 2-6 2-6               |
| Finalistă    | 20. | 6 august 2017      | Woking, Regatul Unit         | Hard       | Justyna Jegiołka      | Laura-Ioana Andrei Petra Krejsová             | 6–4, 2–6, [9–11]      |
| Câștigătoare | 33. | 17 septembrie 2017 | Biarritz, Franța             | Zgură      | Irina Maria Bara      | Cristina Bucșa Isabelle Wallace               | 6–3, 6–1              |
| Finalistă    | 21. | 24 septembrie 2017 | Saint Malo, Franța           | Zgură      | Irina Maria Bara      | Diana Marcinkevica Daniela Seguel             | 3–6, 3–6              |
| Finalistă    | 22. | 28 octombrie 2017  | Poitiers, Franța             | Hard (i)   | Nicola Geuer          | Belinda Bencic Yanina Wickmayer               | 6–7(7–9), 3–6         |
| Câștigătoare | 34. | 15 decembrie 2017  | Dubai, Emiratele Arabe Unite | Hard       | Alena Fomina          | Lesley Kerkhove Lidziya Marozava              | 6–4, 6–3              |

## Legături externe
- Mihaela Buzărnescu la Women's Tennis Association
- Mihaela Buzărnescu la International Tennis Federation
- Mihaela Buzărnescu pe site-ul Fed Cup
- en Mihaela Buzărnescu la Olympedia.org